# Pamiętnik pani Hanki (powieść)
Pamiętnik pani Hanki – powieść Tadeusza Dołęgi-Mostowicza z 1939 roku.
Pamiętnik pani Hanki był ostatnią wydaną za życia autora powieścią. Mostowicz zginął jako żołnierz 20 września 1939 roku w Kutach, gdzie rząd i oddziały Wojska Polskiego przekroczyły granicę z Rumunią po agresji sowieckiej. Przy zwłokach pisarza znaleziono niezrealizowane czeki od wydawnictwa "Rój" wystawione w Warszawie 6 i 16 września. Jak przypuszcza biograf pisarza, Jarosław Górski, były to honoraria za Pamiętnik pani Hanki.

## Treść

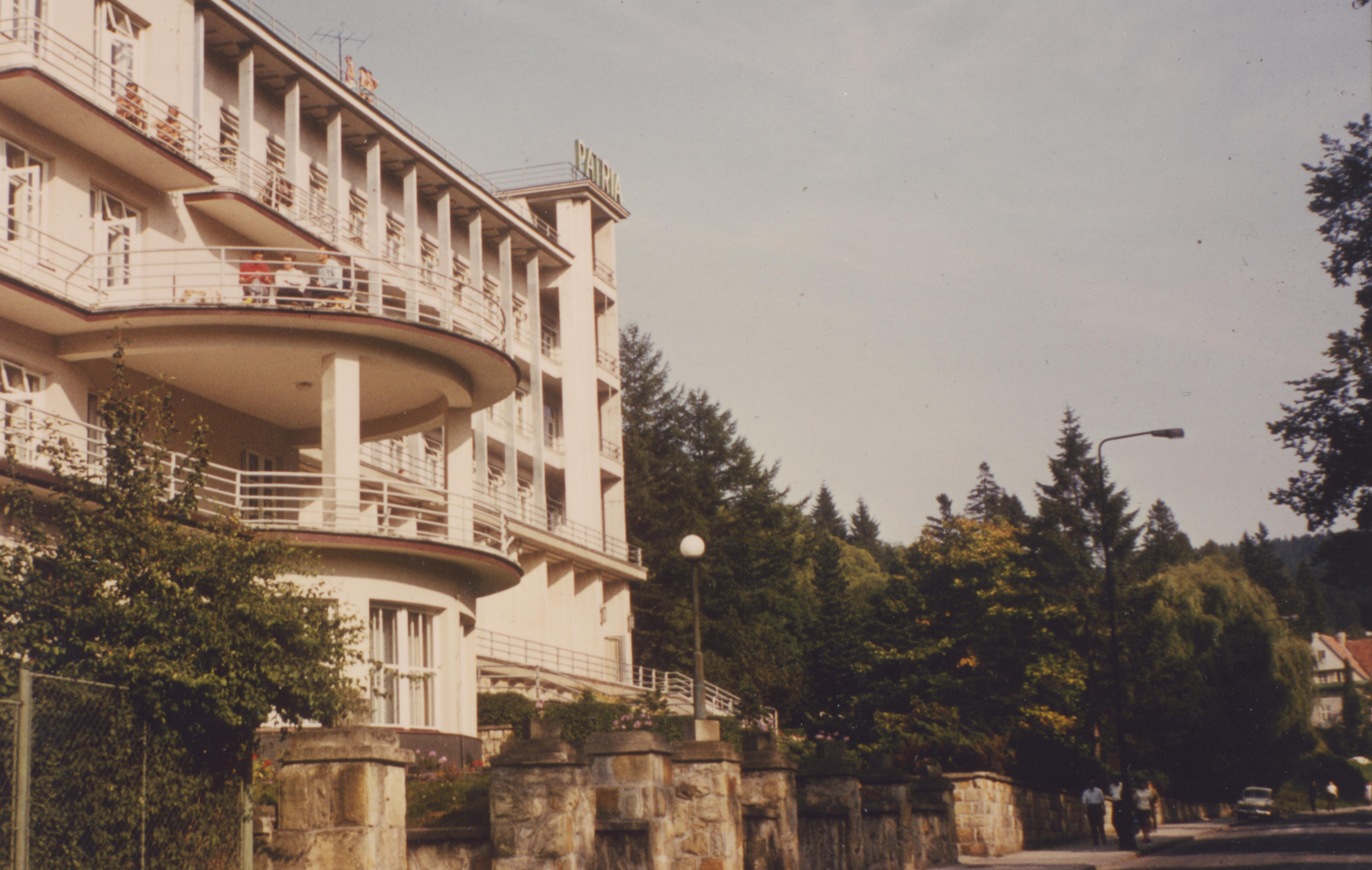
Hotel „Patria” w Krynicy, miejsce wypoczynku i intryg Hanki Renowickiej

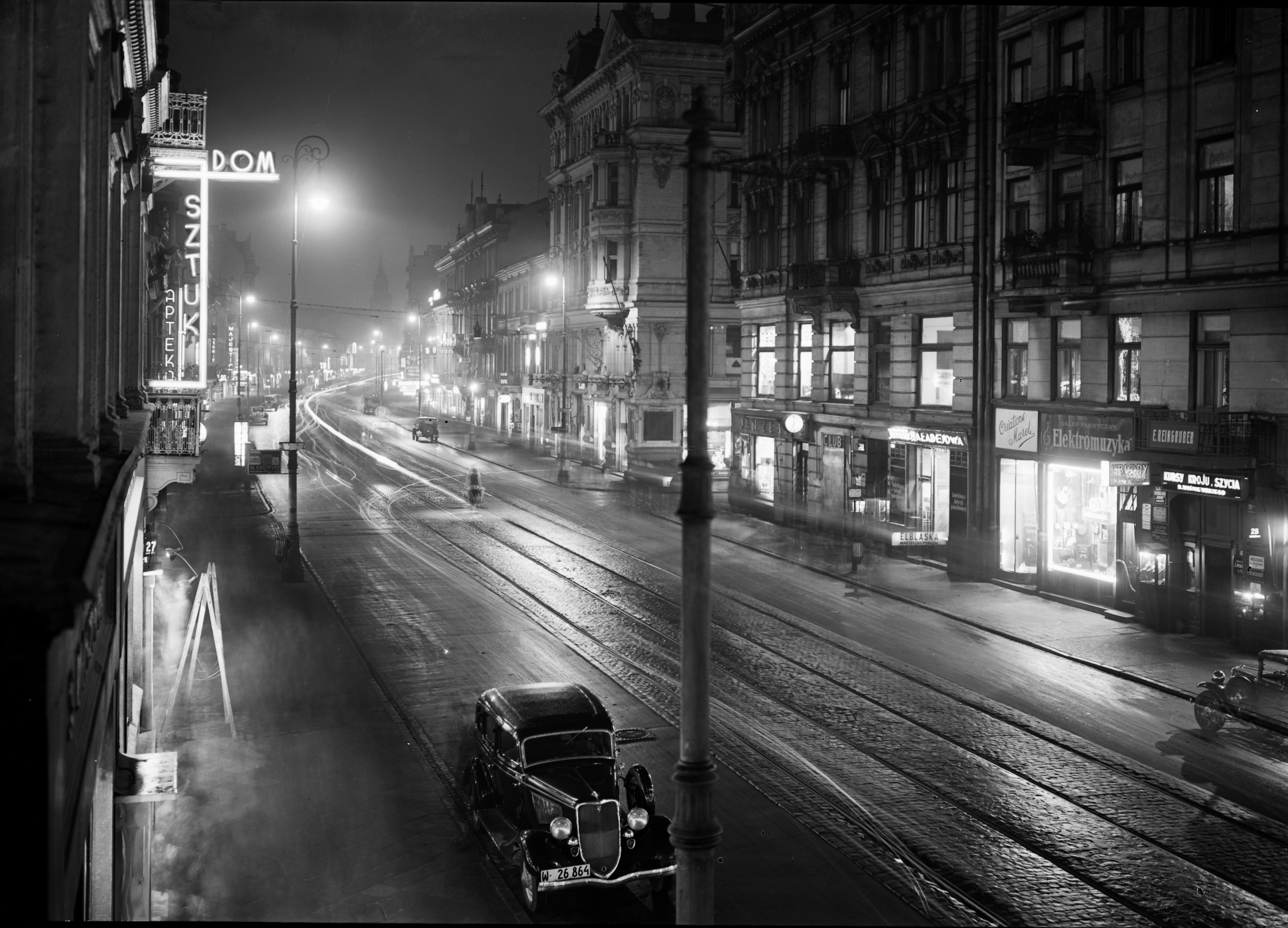
Warszawa nocą, lata 30., fot. Henryk Poddebski

Ironiczna powieść pisana w formie pamiętnika, z licznymi odniesieniami autora do samego siebie.
Tytułowa bohaterka Hanka Renowicka, 23-letnia żona polskiego dyplomaty, prowadzi beztroskie życie towarzyskie. Pewnego dnia przypadkowo odkrywa list do męża pisany ręką kobiety. Odkrywając, że mąż dopuścił się bigamii, rozpoczyna na własną rękę śledztwo w tej sprawie. Mimowolnie wplątuje się w aferę szpiegowską.
Fabuła rozgrywa się w środowisku tzw. wyższych sfer. Pozornie naiwny sposób myślenia bohaterki-narratorki, zaplątanej w sieć intryg i miłostek, kontrastuje z powagą sytuacji międzynarodowej oraz rozgrywającymi się wokół niej zabiegami dyplomatycznymi i szpiegowskimi.
Akcja powieści zaczyna się w styczniu 1938 roku. Pojawiają się w niej wzmianki o sytuacji międzynarodowej: planowanej aneksji Austrii przez Niemcy, wizycie w Polsce Hermanna Göringa i dyskusje o ewentualnym zajęciu Czechosłowacji przez Niemcy. W tle fabuły obecne są również rozważania o nadchodzącej wojnie.

## Adaptacje
- Na podstawie książki powstał w 1963 roku film o tym samym tytule z Lucyną Winnicką i Andrzejem Łapickim rolach głównych.
- Powstał również musical Pamiętnik pani Hanki z muzyką Jerzego Wasowskiego, który wystawił w 1979 Teatr Kwadrat w Warszawie (reż. Edward Dziewoński)[3], a w 2013 Teatr Telewizji[4]
- W 1975 wystawiono na podstawie powieści spektakl Afery pani Hanki w Teatrze im. Stefana Jaracza w Łodzi[5]
- W 1993 roku Teatr Polskiego Radia wystawił oparty na podstawie powieści 4-odcinkowy serial radiowy (adaptacja Hanna Szof, reż. Wojciech Markiewicz)[6][7]
- W 2013 roku Teatr Telewizji TVP zrealizował dwuczęściowy spektakl muzyczny „Pamiętnik pani Hanki”, inspirowany powieścią Tadeusza Dołęgi-Mostowicza. Reżyserią zajął się Borys Lankosz, który nadał utworowi lekki, ironiczny ton, podkreślając atmosferę przedwojennej Warszawy. W obsadzie znaleźli się m.in. Joanna Kulig w roli tytułowej, Maciej Zakościelny, Borys Szyc, Mariusz Ostrowski, Wiktor Zborowski i Grzegorz Małecki. Spektakl wyróżniał się muzyką Jerzego Wasowskiego i tekstami Antoniego Marianowicza, które w interpretacji aktorów nabrały nowego życia. Kostiumy i scenografia nawiązywały do estetyki lat 30. XX wieku, tworząc spójną wizualnie całość. Spektakl spotkał się z pozytywnym odbiorem krytyków, którzy docenili zarówno grę aktorską, jak i muzyczną warstwę przedstawienia. Emisja odbyła się w dniach 2 i 16 września 2013 roku na antenie TVP1[8]
- W 2025 roku Teatr Drugi Obieg wystawił nową wersję „Pamiętnika pani Hanki” w Scenie Metro w Warszawie. Spektakl ten łączy elementy klasycznej komedii muzycznej z nowoczesnymi akcentami, oferując świeże spojrzenie na przedwojenną historię i jej bohaterów. Reżyserią i scenariuszem zajęła się Ola Mroz-Męczkowska. Obsada spektaklu „Pamiętnik pani Hanki” w Scenie Metro obejmuje m.in. Maję Kaczyńską i Jagodę Mikulską w roli tytułowej, Jana Jakaczyńskiego jako Jacka, Jana Wiewiórkowskiego w roli stryja Albina oraz Małgorzatę Wiewiórkowską jako Muszkę, a muzyczną warstwę uzupełnia śpiew Oli Mroz-Męczkowskiej. .[9]